# Nam-gu (Busan)
Nam-gu (koreanisch 남구) ist einer der 16 Stadtteile von Busan und hat 280.411 Einwohner (Stand: 2019). Es handelt sich dabei um einen der südlichen Bezirke der Stadt. Wörtlich übersetzt bedeutet der Name Südbezirk. Der Bezirk grenzt im Uhrzeigersinn an die Stadtteile Yeonje-gu, Suyeong-gu, Dong-gu und Busanjin-gu.

## Bezirke

Verwaltungseinheiten des Nam-gu

Nam-gu besteht aus sechs dong (Teilbezirke), wobei alle bis auf den Yongdang-gu und den Uam-dong in zwei bis sechs weitere dong unterteilt sind. Somit verfügt der Bezirk insgesamt über 17 dong.
- Daeyeon-dong (5 administrative dong)
- Yongho-dong (4 administrative dong)
- Yongdang-dong
- Gamman-dong (2 administrative dong)
- Uam-dong
- Munhyeon-dong (4 administrative dong)

## Verwaltung
Als Bezirksbürgermeister amtiert Park Jae-beom. Er gehört der Deobureo-minju-Partei an.